# بير أريويرياي
بير أريويرياي (بالإنجليزية: Pere Ariweriyai)‏ (19 أكتوبر 1983 بولاية ريفرز في نيجيريا - ) هو لاعب كرة قدم نيجيري في مركز الدفاع. لعب مع سانتوس وبلاتينيوم ستارز ‏ ونادي أمازولو.